# Nagroda Tezuki
Nagroda Tezuki (jap. 手塚賞 Tezuka Shō) – nagroda przyznawana co pół roku (od 1972 r.) przez japońskiego wydawcę Shueisha pod zwierzchnictwem, którego wydawany jest magazyn Weekly Shōnen Jump.
Tym wyróżnieniem nagradzani są nowi twórcy mangi w kategorii: „Najlepsza historia”. Nagroda nosi imię jednego z pionierów mangi – Osamu Tezuki i jest przyznawana nowym twórcom, którzy rozpoczynają wydawanie w magazynie. Daje ona mangakom szansę na zaistnienie w branży. Twórcy otrzymują nagrody pieniężne: dla zwycięzcy – dwa miliony jenów, za drugie miejsce – milion jenów. Od  1997 roku, przyznawana jest równolegle Nagroda Kulturalna im. Osamu Tezuki
Bliźniaczą nagrodą jest Nagroda Akatsuki, którą nagradzani są nowi artyści za najlepszą mangę komediową.

## Skład komisji

### Przewodniczący komisji
- Osamu Tezuka (1971-1989)[1]
- Fujio Akatsuka (1989-2008) – ze względu na zły stan zdrowia, tytuł ten był formalnością, aż do śmierci Akatsuki 2 sierpnia 2008 r.

### Członkowie komisji
Poniżej znajdują się najbardziej znani sędziowie, oprócz nich oczywiście w komisji często gości wiele innych osób.
- Akira Toriyama
- Nobuhiro Watsuki
- Eiichirō Oda
- Masashi Kishimoto
- Riichirō Inagaki
- Tezuka Productions

## Laureaci
Lista niektórych laureatów nagrody:
- Tsukasa Hōjō za Space Angel (drugie miejsce w 1979)
- Masakazu Katsura za Kapitan Jastrząb (1980)
- Masakazu Katsura za Tenkousei was Hensousei!? (1981)
- Nobuhiro Watsuki (1987)
- Takehiko Inoue za Purple Kaede (1988)
- Eiichirō Oda (1992)
- Yuuziro Sakamoto za King or Cures (2003)